# Tênis nos Jogos Pan-Americanos de 2011 - Duplas masculinas
A competição de duplas masculinas foi um dos eventos do tênis nos Jogos Pan-Americanos de 2011, em Guadalajara. Foi disputada no Complexo Telcel de Tênis entre os dias 18 e 22 de outubro.

## Calendário
Horário local (UTC-6).
| Data          | Horário | Fase             |
| ------------- | ------- | ---------------- |
| 18 de outubro | 18:00   | Primeira rodada  |
| 20 de outubro | 17:00   | Quartas de final |
| 21 de outubro | 17:00   | Semifinal        |
| 22 de outubro | 20:00   | Final            |

## Medalhistas
| Ouro   | COL Juan Sebastián Cabal e Robert Farah    |
| Prata  | ECU Júlio César Campozano e Roberto Quiroz |
| Bronze | USA Nicholas Monroe e Greg Ouellette       |

## Cabeças-de-chave
| 1. COL Juan Sebastián Cabal / Robert Farah (Campeões, medalha de ouro) 2. ARG Eduardo Schwank / Horacio Zeballos (Primeira rodada) | 1. MEX Daniel Garza / Santiago González (Primeira rodada) 2. USA Nicholas Monroe / Greg Ouellette (Semifinal, medalha de bronze) |

## Chaveamento
| - Q = Qualifier - WC = Wild Card - LL = Lucky Loser | - Alt = Alternativo (alternate) - SE = Special Exempt - PR = Ranking protegido (protected ranking) | - w/o = Desistência (walkover) - r = Abandono (retired) - d = Desclassificação (default) |

### Finais
|  | Semifinal | Semifinal                                    | Semifinal                                    | Semifinal | Semifinal |   |                                           | Final                                  | Final                           | Final               | Final               | Final               |
|  |           |                                              |                                              |           |           |   |                                           |                                        |                                 |                     |                     |                     |
|  | 1         | COL Juan Sebastián Cabal COL Robert Farah    | 7                                            | 79        |           |   |                                           |                                        |                                 |                     |                     |                     |
|  | 4         | USA Nicholas Monroe USA Greg Ouellette       | 64                                           | 67        |           |   |                                           |                                        |                                 |                     |                     |                     |
|  | 4         | USA Nicholas Monroe USA Greg Ouellette       | 64                                           | 67        |           | 1 | COL Juan Sebastián Cabal COL Robert Farah | 6                                      | 6                               |                     |                     |                     |
|  |           |                                              |                                              |           |           | 1 | COL Juan Sebastián Cabal COL Robert Farah | 6                                      | 6                               |                     |                     |                     |
|  |           |                                              | ECU Júlio César Campozano ECU Roberto Quiroz | 0         | 4         |   |                                           |                                        |                                 |                     |                     |                     |
|  |           | BAR Darian King BAR Haydn Lewis              | ECU Júlio César Campozano ECU Roberto Quiroz | 0         | 4         | 3 | 6                                         | [10]                                   |                                 |                     |                     |                     |
|  |           | BAR Darian King BAR Haydn Lewis              |                                              |           |           | 3 | 6                                         | [10]                                   |                                 |                     |                     |                     |
|  |           | ECU Júlio César Campozano ECU Roberto Quiroz | 6                                            | 1         | [12]      |   |                                           | Disputa pelo bronze                    | Disputa pelo bronze             | Disputa pelo bronze | Disputa pelo bronze | Disputa pelo bronze |
|  |           |                                              |                                              |           |           |   | 4                                         | USA Nicholas Monroe USA Greg Ouellette | 69                              | 6                   | [10]                |                     |
|  |           |                                              |                                              |           |           |   |                                           |                                        | BAR Darian King BAR Haydn Lewis | 711                 | 2                   | [7]                 |

### Chave superior
| Primeira rodada | Primeira rodada                 | Primeira rodada | Primeira rodada | Primeira rodada |  |  | Quartas de final | Quartas de final              | Quartas de final | Quartas de final | Quartas de final |  |  | Semifinal | Semifinal                    | Semifinal | Semifinal | Semifinal |
|                 |                                 |                 |                 |                 |  |  |                  |                               |                  |                  |                  |  |  |           |                              |           |           |           |
| 1               | COL JS Cabal COL R Farah        | 7               | 6               |                 |  |  |                  |                               |                  |                  |                  |  |  |           |                              |           |           |           |
|                 | BRA R Mello BRA J Souza         | 65              | 3               |                 |  |  | 1                | COL JS Cabal COL R Farah      | 6                | 6                |                  |  |  |           |                              |           |           |           |
|                 | GUA C Díaz Figueroa GUA S Vidal | 3               | 6               | [6]             |  |  |                  | URU M Cuevas URU F Sansonetti | 1                | 3                |                  |  |  |           |                              |           |           |           |
|                 | URU M Cuevas URU F Sansonetti   | 6               | 4               | [10]            |  |  |                  |                               |                  |                  |                  |  |  | 1         | COL JS Cabal COL R Farah     | 7         | 79        |           |
| 4               | USA N Monroe USA G Ouellette    | 6               | 6               |                 |  |  |                  |                               |                  |                  |                  |  |  | 4         | USA N Monroe USA G Ouellette | 64        | 67        |           |
|                 | PER M Echazú PER I Miranda      | 3               | 4               |                 |  |  | 4                | USA N Monroe USA G Ouellette  | w/o              |                  |                  |  |  |           |                              |           |           |           |
|                 | DOM V Estrella DOM J Hernández  | 3               | 7               | [6]             |  |  |                  | ESA M Arévalo ESA R Arévalo   |                  |                  |                  |  |  |           |                              |           |           |           |
|                 | ESA M Arévalo ESA R Arévalo     | 6               | 62              | [10]            |  |  |                  |                               |                  |                  |                  |  |  |           |                              |           |           |           |

### Chave inferior
| Primeira rodada | Primeira rodada                   | Primeira rodada | Primeira rodada | Primeira rodada |  |  | Quartas de final | Quartas de final              | Quartas de final | Quartas de final | Quartas de final |  |  | Semifinal | Semifinal                     | Semifinal | Semifinal | Semifinal |
|                 |                                   |                 |                 |                 |  |  |                  |                               |                  |                  |                  |  |  |           |                               |           |           |           |
|                 | BOL M Doria Medina BOL F Zeballos | 1               | 5               |                 |  |  |                  |                               |                  |                  |                  |  |  |           |                               |           |           |           |
|                 | CHI J Aguilar CHI N Massú         | 6               | 7               |                 |  |  |                  | CHI J Aguilar CHI N Massú     | 6                | 6                | [8]              |  |  |           |                               |           |           |           |
|                 | BAR D King BAR H Lewis            | 7               | 64              | [10]            |  |  |                  | BAR D King BAR H Lewis        | 4                | 78               | [10]             |  |  |           |                               |           |           |           |
| 3               | MEX D Garza MEX S González        | 5               | 7               | [5]             |  |  |                  |                               |                  |                  |                  |  |  |           | BAR D King BAR H Lewis        | 3         | 6         | [10]      |
|                 | ECU JC Campozano ECU R Quiroz     | 6               | 7               |                 |  |  |                  |                               |                  |                  |                  |  |  |           | ECU JC Campozano ECU R Quiroz | 6         | 1         | [12]      |
|                 | VEN P Luisi VEN L Martínez        | 3               | 5               |                 |  |  |                  | ECU JC Campozano ECU R Quiroz | 6                | 6                |                  |  |  |           |                               |           |           |           |
|                 | PAR J Benítez PAR DA López        | 6               | 2               | [10]            |  |  |                  | PAR J Benítez PAR DA López    | 4                | 1                |                  |  |  |           |                               |           |           |           |
| 2               | ARG E Schwank ARG H Zeballos      | 4               | 6               | [8]             |  |  |                  |                               |                  |                  |                  |  |  |           |                               |           |           |           |